# Acrocercops chrysophila
Acrocercops chrysophila là một loài bướm đêm thuộc họ Gracillariidae. Loài này có ở Uttaranchal, Ấn Độ. Nó được miêu tả bởi E. Meyrick năm 1937. Ấu trùng ăn Eugenia cumini và Eugenia jambolana.